# Левково (Сафоновський район)
Левково (рос. Левково) — присілок Сафоновського району Смоленської області Росії. Входить до складу Вадінського сільського поселення.
Населення — 15 осіб (2007 рік). 